# Ischaemum nairii
Ischaemum nairii là một loài thực vật có hoa trong họ Hòa thảo. Loài này được V.J.Nair & Sreek. mô tả khoa học đầu tiên năm 1984.